# Timberhenge
Timberhenge ist ein neolithisches Henge-Monument in der Nähe von  Salisbury, 900 Meter nordwestlich  von Stonehenge. Die 4.500 Jahre alte Anlage weist eine ähnliche Ringstruktur wie die Steinsetzung von Stonehenge auf, ist jedoch aus Holz errichtet worden. Sie wurde zu der Zeit erbaut, als Stonehenge seine volle Komplexität erreichte. Das Bauwerk wurde im Juli 2010 entdeckt.

## Entdeckung
Eine internationale Forschergruppe unter der Leitung von Vincent Gaffney in Verbindung mit English Heritage, dem National Trust, der University of Bradford, dem Institut für Archäologie und Altertum an der University of Birmingham und dem Boltzmann Institut für Archäologische Prospektion und Virtuelle Archäologie mit Standort an der Universität Wien führte im Rahmen des auf insgesamt drei Jahre ausgelegten Stonenhenge-Hidden-Landscape-Projektes im Juli 2010 Forschungen durch, mit dem Ziel, eine digitale Karte der archäologischen Strukturen im Untergrund der 14 km² umfassenden Landschaft um Stonehenge zu erstellen.
Noch vor Beginn der Grabungstätigkeit fanden die Archäologen am 16. Juli 2010 bei der Sondierung des Geländes mit Bodenradar und Magnetometer eine kreisförmige Senke.

## Beschreibung
In einem drei Kilometer langen und hundert Meter breiten Graben befindet sich unter einem 1,5 Meter hohen runden Grabhügel eine kreisförmige Grube mit einem Durchmesser von 25 Meter und mehrere Löcher von Holzpfosten, die, je vier in einer Reihe, polygonal den Hügel umfassten. Diese Pfosten maßen 70 cm bis einen Meter im Durchmesser. Unklar ist, ob sie Stützen für ein Dach waren oder „totemartige Strukturen“ darstellten.
Der Graben hatte wahrscheinlich zwei Eingänge, einen im Nordosten und einen weiteren im Südwesten, die die gleiche Ausrichtung wie die Eingänge in Stonehenge aufwiesen.